# Сен-Сир-сюр-Мер
Сен-Сир-сюр-Мер (фр. Saint-Cyr-sur-Mer) — коммуна на юго-востоке Франции в регионе Прованс — Альпы — Лазурный берег, департамент Вар, округ Тулон, кантон Сен-Сир-сюр-Мер.
Площадь коммуны — 21,15 км², население — 11 797 человек (2006) с тенденцией к стабилизации: 11 755 человек (2012), плотность населения — 556,0 чел/км².

## Население
Население коммуны в 2011 году составляло — 11 769 человек, а в 2012 году — 11 755 человек.
| 1962 | 1968 | 1975 | 1982 | 1990 | 1999 | 2004  | 2006  | 2009  | 2011  | 2012  |
| ---- | ---- | ---- | ---- | ---- | ---- | ----- | ----- | ----- | ----- | ----- |
| 3000 | 4126 | 4728 | 5685 | 7033 | 8898 | 11562 | 11797 | 11865 | 11769 | 11755 |

Динамика населения:

## Экономика
Как и в целом по региону, основными отраслями коммуны и кантона являются сельское хозяйство и туризм. Фрукты, овощи, оливки и вино, которые производятся в коммуне, поступают на рынки коммуны Сен-Сир-сюр-Мер.
В 2010 году из 6873 человек трудоспособного возраста (от 15 до 64 лет) 4830 были экономически активными, 2043 — неактивными (показатель активности 70,3 %, в 1999 году — 66,8 %). Из 4830 активных трудоспособных жителей работали 4334 человека (2171 мужчина и 2163 женщины), 496 числились безработными (232 мужчины и 264 женщины). Среди 2 043 трудоспособных неактивных граждан 584 были учениками либо студентами, 845 — пенсионерами, а ещё 614 — были неактивны в силу других причин.
На протяжении 2010 года в коммуне числилось 5585 облагаемых налогом домохозяйств, в которых проживало 11 654,0 человека. При этом медиана доходов составила 21 932 евро на одного налогоплательщика.

## Достопримечательности
Туристические достопримечательности включают в себя песчаные пляжи, прибрежные пешеходные дорожки, а также музей артефактов древне-римского города Tauroentum.

## Панорама
Панорама с песчаного пляжа с видом на порт.

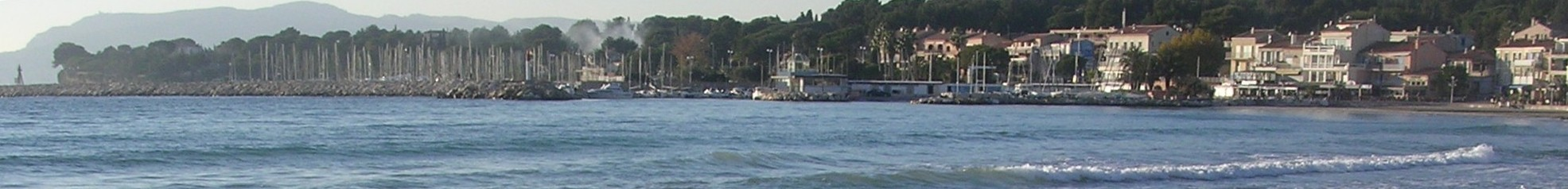
Старый и новый порт